# Urovica
Urovica (izvirno srbsko Уровица) je naselje v Srbiji, ki upravno spada pod Občino Negotin; slednja pa je del Borskega upravnega okraja.

## Demografija
V naselju, katerega izvirno (srbsko-cirilično) ime je Уровица, živi 1031 polnoletnih prebivalcev, pri čemer je njihova povprečna starost 50,3 let (48,0 pri moških in 52,5 pri ženskah). Naselje ima 491 gospodinjstev, pri čemer je povprečno število članov na gospodinjstvo 2,43.
To naselje je, glede na rezultate popisa iz leta 2002, večinoma srbsko, a v času zadnjih treh popisov je opazno zmanjšanje števila prebivalcev.
|  |

| Demografija | Demografija     | Demografija     |
| Leto        | Št. prebivalcev | Št. prebivalcev |
| ----------- | --------------- | --------------- |
|             |                 |                 |
|             |                 |                 |
|             |                 |                 |
|             |                 |                 |
| 1948        | 3554            |                 |
| 1953        | 3429            |                 |
| 1961        | 3604            |                 |
| 1971        | 3471            |                 |
| 1981        | 3146            |                 |
| 1991        | 2826            | 1684            |
| 2002        | 2629            | 1191            |
|             |                 |                 |

| Etnična sestava po popisu iz leta 2002 | Etnična sestava po popisu iz leta 2002 | Etnična sestava po popisu iz leta 2002 | Etnična sestava po popisu iz leta 2002 | Etnična sestava po popisu iz leta 2002 |
| -------------------------------------- | -------------------------------------- | -------------------------------------- | -------------------------------------- | -------------------------------------- |
| Srbi                                   | Srbi                                   |                                        | 785                                    | 65,91%                                 |
| Vlahi                                  | Vlahi                                  |                                        | 384                                    | 32,24%                                 |
| Romuni                                 | Romuni                                 |                                        | 14                                     | 1,17%                                  |
| Romi                                   | Romi                                   |                                        | 2                                      | 0,16%                                  |
| Rusi                                   | Rusi                                   |                                        | 1                                      | 0,08%                                  |
| Neznano                                | Neznano                                |                                        | 2                                      | 0,16%                                  |